# Ianis Zicu
Ianis Alin Zicu (ur. 23 października 1983 w Konstancy) – piłkarz rumuński grający na pozycji lewego pomocnika oraz trener.

## Kariera klubowa
Zicu urodził się w mieście Konstanca, a piłkarską karierę rozpoczynał w Farulu Konstanca. Następnie został piłkarzem Dinama Bukareszt. 14 kwietnia 2001 zadebiutował w pierwszej lidze rumuńskiej w wygranym 4:1 spotkaniu z Gaz Metan Mediaș. Rozegrał tylko 4 spotkania w lidze, ale został wicemistrzem kraju. W sezonie 2001/2002 grał w Dinamie w rundzie jesiennej (wywalczył mistrzostwo Rumunii), a na wiosnę wypożyczono go do drugoligowca Poiany Câmpina. Natomiast na sezon 2002/2003 Zicu trafił na wypożyczenie do Farulu Constanța, wracając tym samym do rodzinnego miasta. W sezonie 2003/2004 jako gracz Dinama zdobył 5 goli w lidze i przyczynił się do wywalczenia swojego drugiego tytułu mistrzowskiego.
Na początku 2004 roku Zicu został kupiony przez włoski Inter Mediolan. Kosztował 2,5 miliona euro, ale w Interze nie zadebiutował i niedługo potem wypożyczono go do AC Parma, jako część zapłaty transferu Brazylijczyka Adriano do Interu. W Serie A Rumun zadebiutował 21 lutego w wyjazdowym spotkaniu z Sampdorią, wygranym przez Parmę 2:1. W Parmie Ianis grał przez rok i zaliczył tylko 9 spotkań ligowych.
W zimowym oknie transferowym 2005 Zicu wrócił do Rumunii. Z Interu wypożyczono go do Dinama, w którym występował w pierwszym składzie i został wicemistrzem kraju, a w 2006 roku zajął 3. miejsce w rumuńskiej lidze. N sezon 2006/2007 Zicu został wypożyczony do Rapidu Bukareszt (4. miejsce w Divizii A), dla którego strzelił 12 goli (najlepszy jego dorobek w karierze). W lipcu 2007 po Zicu znów został zawodnikiem Dinama. Z kolei w 2010 roku przeszedł do Politehniki Timișoara. W sezonie 2010/2011 został z 18 golami królem strzelców ligi.
Latem 2011 Zicu przeszedł do CSKA Sofia. W 2012 roku wyjechał do Korei Południowej, gdzie najpierw grał w Pohang Steelers, a następnie w Gangwon FC.
| Sezon     | Klub                  | Kraj             | Rozgrywki | Mecze | Bramki |
| --------- | --------------------- | ---------------- | --------- | ----- | ------ |
| 2000/01   | FC Dinamo Bukareszt   | Rumunia          | Divizia A | 4     | 1      |
| 2001/02   | FC Dinamo Bukareszt   | Rumunia          | Divizia A | 16    | 2      |
| 2001/02   | Poiana Câmpina        | Rumunia          | Divizia B | 6     | 4      |
| 2002/03   | Farul Konstanca       | Rumunia          | Divizia A | 20    | 7      |
| 2003/04   | FC Dinamo Bukareszt   | Rumunia          | Divizia A | 13    | 5      |
| 2003/04   | AC Parma              | Włochy           | Serie A   | 7     | 0      |
| 2004/05   | AC Parma              | Włochy           | Serie A   | 2     | 0      |
| 2004/05   | FC Dinamo Bukareszt   | Rumunia          | Divizia A | 13    | 3      |
| 2005/06   | FC Dinamo Bukareszt   | Rumunia          | Divizia A | 27    | 9      |
| 2006/07   | Rapid Bukareszt       | Rumunia          | Divizia A | 30    | 12     |
| 2007/08   | FC Dinamo Bukareszt   | Rumunia          | Liga I    | 12    | 2      |
| 2008/09   | FC Dinamo Bukareszt   | Rumunia          | Liga I    | 9     | 3      |
| 2009/10   | FC Dinamo Bukareszt   | Rumunia          | Liga I    | 18    | 0      |
| 2010/11   | Politehnica Timișoara | Rumunia          | Liga I    | 30    | 18     |
| 2011/12   | CSKA Sofia            | Bułgaria         | A PFG     | 15    | 13     |
| 2012      | Pohang Steelers       | Korea Południowa | K-League  | 15    | 6      |
| 2012      | Gangwon FC            | Korea Południowa | K-League  | 17    | 9      |
| 2013–2014 | Gangwon FC            | Korea Południowa | K-League  | 27    | 6      |
| 2014      | Petrolul Ploeszti     | Rumunia          | Liga I    | 10    | 0      |
| 2014–2015 | ASA Târgu Mureș       | Rumunia          | Liga I    | 30    | 5      |
| 2015–2016 | ACS Poli Timișoara    | Rumunia          | Liga I    | 26    | 4      |
| 2016–2017 | ASA Târgu Mureș       | Rumunia          | Liga I    | 20    | 5      |

## Kariera reprezentacyjna
W swojej karierze Zicu występował w reprezentacji Rumunii U-21. W pierwszej reprezentacji zadebiutował 11 października 2003 roku w zremisowanym 1:1 meczu z Japonią. W 2004 roku został przez Rumuński Związek Piłki Nożnej zdyskwalifikowany na 2 lata z meczów reprezentacji za nieprzyłożenie się do meczu kadry młodzieżowej z Czechami. Do kadry A Zicu wrócił w 2006 roku.